# Lumbini (zone)
Lumbini is een van de 14 zones van Nepal. De hoofdstad is Butwal, een stad in het district Rupandehi.

## Districten
Lumbini is onderverdeeld in zes districten (Nepalees: jillā):
- Arghakhanchi
- Gulmi
- Kapilvastu
- Nawalparasi
- Palpa
- Rupandehi

Bagmati · Bheri · Dhawalagiri · Gandaki · Janakpur · Karnali · Kosi · Lumbini · Mahakali · Mechi · Narayani · Rapti · Sagarmatha · Seti